# Robert Goddard (physicien)
Pour les articles homonymes, voir Robert Goddard.
Robert Hutchings Goddard (5 octobre 1882 – 10 août 1945) est un ingénieur et physicien américain. Précurseur en astronautique, il a mis au point, dans la première moitié du XXe siècle, un des premiers prototypes de fusées à ergols liquides. Il invente également en 1926 le premier moteur-fusée à ergols liquides.
Son nom est donné à l'un des centres de recherche de la NASA, le Goddard Space Flight Center.

## Biographie de Robert Goddard

### Jeunesse
Goddard naît le 5 octobre 1882 à Worcester dans l'État du Massachusetts, aux États-Unis de Nahum Danford Goddard (1859-1928) et Fannie Louise Hoyt (1864-1920). Robert est leur seul fils. Au temps où l'électricité faisait ses débuts dans les villes des États-Unis, le jeune Goddard s'intéresse aux sciences. Son père lui montre comment produire de l'électricité statique sur la carpette du salon, cette expérience stimule l'imagination du garçon de cinq ans.
Goddard s'intéresse au vol, d'abord les cerfs-volants, puis les ballons. Il s'applique déjà à très bien documenter son travail et ses expériences, une qualité qui lui sera très utile tout au long de sa carrière.
Ces différents intérêts convergent vers 1898, lorsque Goddard construit, chez lui, un ballon avec une membrane d'aluminium. Cinq semaines plus tard, après un travail méthodique et bien documenté il abandonne le projet. Cet échec n'affecte toutefois aucunement la détermination et la confiance que Goddard possède déjà vis-à-vis ses travaux.
À cette même époque, il s'intéresse de plus en plus à l'espace, après la lecture du fameux roman de science fiction La Guerre des mondes de H.G. Wells. Il raconte lui-même que cette idée se fixa en lui le 19 octobre, alors qu'il travaillait à l'émondage d'un cerisier. Une pensée lui traverse alors l'esprit : « Ne serait-il pas merveilleux, de pouvoir fabriquer un appareil pouvant se rendre sur Mars, je l'imagine ici dans cette vallée à une petite échelle. » Jusqu'à la fin de sa vie, il commémore cette date, anniversaire de sa plus grande inspiration.

### Études et début de carrière
Goddard avait une santé fragile ; des problèmes de santé liés à son estomac ont fait en sorte qu'il prend deux ans de retard sur ses camarades de classe. Il devient un lecteur vorace, et visite fréquemment les bibliothèques publiques pour y emprunter plusieurs livres sur les sciences physiques. Plus tard, il continue ses études et à l'âge de 18 ans, il fait sa dixième année scolaire à l'école secondaire de Worcester. Ses pairs l'ont alors élu deux fois président de sa classe. En 1904 à sa graduation scolaire il donne le discours de fin de classe, ce privilège étant accordé à celui ayant obtenu les meilleurs notes. C'est à l'occasion de ce discours qu'il prononce la phrase qui deviendra sa ligne de conduite pour le reste de sa vie : « Il a été souvent prouvé que les rêves d'hier, sont l'espoir d'aujourd'hui et la réalité de demain. »
Goddard est engagé en 1904, à l'Institut Polytechnique de Worcester. A. Wilmer Duff, le directeur du département de physique le remarque immédiatement pour son appétit de connaissance. Le professeur Duff le prend sous sa tutelle et Goddard devient son assistant de laboratoire.
Il continue ses activités sociales à Worcester. Il joint la fraternité Sigma Alpha Epsilon et commence une longue fréquentation avec Miriam Olsmstead, une étudiante de son école secondaire. Cette fréquentation s'est toutefois terminée vers 1909.
Avant son doctorat, il écrit un article sur une méthode d'équilibre des aéroplanes publiée par la revue Scientific American en 1907. Goddard écrit plus tard dans son journal personnel qu'il croyait que cet article était la première proposition sur les façons d'équilibrer un avion en vol. Cette proposition arrive au même moment que certaines percées scientifiques sur le développement des fonctionnalités du gyroscope.
Goddard obtient son doctorat en physique de l'Institut de Polytechnique de Worcester en 1908. À l'automne de la même année, il est engagé à l'université Clark.
Ses premiers écrits sur la propulsion liquide des fusées arrivent en février 1909. Goddard, à ce moment, avait étudié les possibilités d'augmenter l'efficacité énergétique des fusées en utilisant une méthode alternative à la méthode conventionnelle de l'époque, c'est-à-dire les fusées utilisant la poudre.
Goddard reçoit une maîtrise des arts de l'Université Clark en 1910 puis il y complète un doctorat en Physique en 1911. Il reçoit une bourse en 1912 et travaille pendant encore un an à l'université avant de passer à l'université de Princeton pour y travailler grâce à une autre bourse d'études.
La radio au début des années 1900 était une technique émergente, un champ d'activité fertile à l'exploration et l'innovation. En 1911, pendant qu'il fréquente l'université Clark, Goddard étudie les effets des ondes radio sur les isolants. Afin de produire une puissance capable de produire une onde radio, il invente un tube à vide qui agit comme un tube cathodique : c'est la première utilisation d'un tel tube afin d'amplifier un signal, devançant celle de Lee De Forest,,. Ce fait signale le début de l'ère électronique.
Au début 1913, Goddard, atteint de tuberculose, abandonne son travail à Princeton. Il retourne à Worcester, où il commence une longue convalescence.

### Expérimentation de fusées

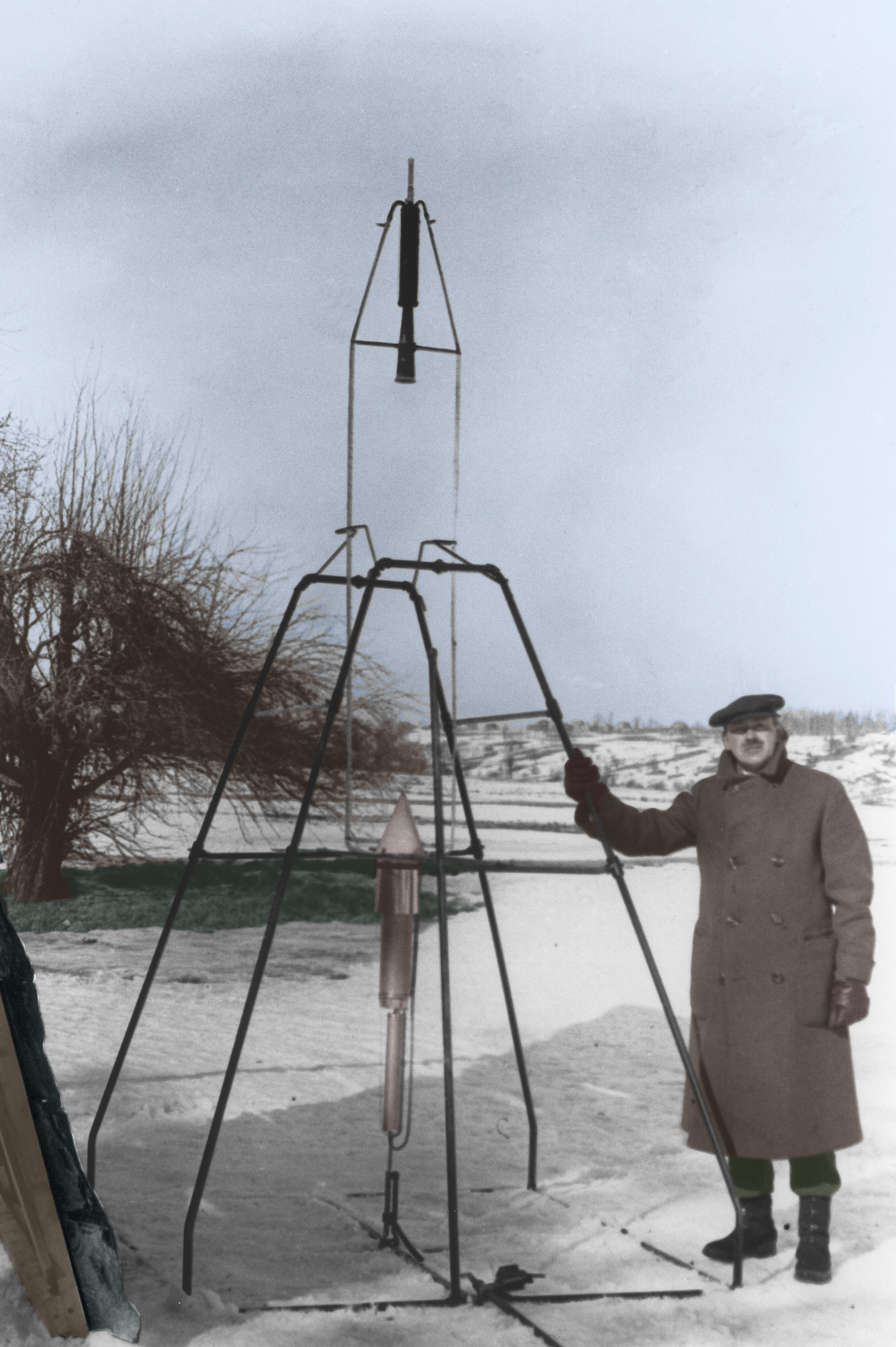
Goddard et sa première fusée, baptisée Nell, en 1926.

Le 1er novembre 1923, il fait fonctionner la première chambre de combustion à liquides au centre d'expériences de Worcester. 
Le 19 avril 1932, la première fusée stabilisée par gyroscope et volets s'élève vers le ciel avec stabilité et élégance. 
Le 10 août 1945, Robert Goddard meurt à l'âge de 63 ans ayant grandement contribué au développement de la fusée à propulsion liquide. Son épouse, Esther, est décédée en 1982 à 81 ans.

## Œuvres
- (en) « On ponderomotive force upon a dielectric which carries a displacement current in a magnetic field », dans Physical Review, vol. 6(2), août 1914, p. 99-120.

- A Method of Reaching Extreme Altitudes, Smithsonian Institution, 1919.

Dans cet ouvrage, Goddard expose le résultat de ses analyses théoriques et de ses essais de fusées.
Critiques. Le livre entraîne un important nombre d'articles dans la presse. Dans le New York Times, l'éditorial du 13 janvier 1920  est particulièrement sarcastique :
« Le Professeur Goddard […] ne connait pas la relation entre l'action et la réaction et la nécessité d'avoir quelque chose de plus consistant que le vide contre lequel s'appuyer. En réalité il semble seulement lui manquer la connaissance enseignée tous les jours au lycée. » (« Professor Goddard […] does not know the relation between action and reaction and the need to have something better than a vacuum against which to react. Of course he only seems to lack the knowledge ladled out daily in high schools »)

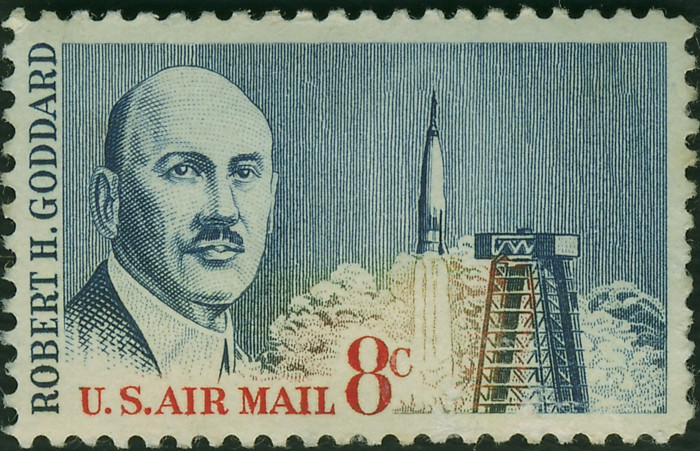
Timbre-poste des États-Unis.

- (en) That Moon Rocket Proposition : Refutation of Some Popular Fallacies, 1920.

Dans cet article, Goddard rappelle quelques rudiments de mécanique newtonienne. En organisant également une démonstration publique en faisant fonctionner une maquette dans une cloche à vide, il aurait conclu : « So much for The New York Times ». Le journal se rétractera le 17 juillet 1969, soit douze ans après le tir de Spoutnik :
« Il est maintenant certain qu'une fusée peut fonctionner aussi bien dans le vide que dans l'atmosphère. Le Times regrette son erreur. » (« It is now definitely established that a rocket can function in a vacuum as well as in an atmosphere. The Times regrets the error. »)
- (en) Liquid-Propellant Rocket Development, Smithsonian Institution, 1936.

Rééditions de A Method of Reaching Extreme Altitudes et de Liquid-Propellant Rocket Development :
- (en) Rockets : Two Classic Papers, Nouvelle-York, NY, American Rocket Society, 1946.
- (en) Rockets : Two Classic Papers, Mineola, NY, Dover publications, 2002, 128 p., broché (ISBN 0-486-42537-1, lire en ligne)

## Filmographie
- Moonwalk One, film documentaire sur la mission Apollo 11 réalisé par Theo Kamecke, sorti en 1972 ; Robert Goddard y apparait dans des images d'archives.